# Naftoli Carlebach
Pour les articles homonymes, voir Carlebach.
Naftoli Henry Carlebach dit Naftoli Carlebach, né le 10 septembre 1916 à Leipzig, en royaume de Saxe, et mort le 4 janvier 2005 à Jérusalem, Israël, est un rabbin orthodoxe allemand, formé dans les Yeshivot d'Europe de l'Est. Pour échapper au nazisme, il immigre aux États-Unis. En 1979, il s'installe en Israël. Un de ses fils, le rabbin  Binyomin Carlebach, gendre du Rosh Yeshiva de la Yechiva de Mir à Jérusalem, Binyomin Beinush Finkel, devient un des Roshei Yeshiva de la Yechiva de Mir.

## Biographie
Naftoli Carlebach,,, est né le 10 septembre 1916 à Leipzig, Schleswig-Holstein, en Allemagne.
Il est le fils de Moses (Moshe) Carlebach né le 18 octobre 1881 à Lübeck, Schleswig-Holstein, en Allemagne et mort le 31 janvier 1939 dans cette même ville et de Recha Cohn, née le 2 juillet 1890 à Burgkunstadt, en Bavière, en Allemagne et morte le 6 mars 1994, à Jérusalem, en Israël.
Le père de Naftoli Carlebach, le rabbin Moshe Carlebach,  est le Av Beth Din de Lübeck], en Allemagne. Son grand-père maternel, le rabbin Joseph Cohn (né le 7 décembre 1850 à Sępólno Krajeńskie (Zempelburg), dans le corridor de Dantzig  et mort en 1948 à Jérusalem en Israël), est le Av Beth Din de Eschwege, en Allemagne.
Naftoli Carlebach fait partie d'une fratrie de 4 enfants: Helene (Leni, Leah) Carlebach) (épouse Weiss), née le 28 décembre 1914, à Leipzig, Schleswig-Holstein, en Allemagne et morte en avril 1986, à Jérusalem, en Israël, Salomon Siegfried (Salo) Carlebach, né le 10 novembre 1919, à Leipzig, Schleswig-Holstein, en Allemagne et mort le 25 août 1942 à Auschwitz et Esther Carlebach (épouse Halberstadt), née circa 1922 et enterrée en juillet 2020, en Israël.
En 1938, à Baltimore (Maryland), États-Unis, Naftoli Carlebach épouse Gittel (Gertrud) Gutman, originaire d'Allemagne.
Naftoli Carlebach et Gittel Carlebach ont 5 enfants dont: le rabbin  Binyomin Carlebach, gendre du Rosh Yeshiva de la Yechiva de Mir à Jérusalem, Binyomin Beinush Finkel, devient un des Roshei Yeshiva de la Yechiva de Mir,  Daniel Yerucham Carlebach et  Shlomoh Zev Carlebach.

### Études
En 1933, à l'âge de 16 ans, il va étudier à la Yechiva de Telshe en Lituanie, sous la direction du rabbin Eliyahu Meir Bloch (1895-1955). Il va ensuite à la Yechiva de Mir, à Mir, en Biélorussie, où il devient proche du Mashgia'h Rou'hani, le rabbin Yeruchom Levovitz.
En 1938, il est ordonné rabbin par les Roshei Yeshiva de Mir et de Telshe, ainsi que par le rabbin Simcha Zelig Reguer, Posek de Brest, en Biélorussie.

### États-Unis
En 1938, un des dirigeants de la Yechiva Ner Yisroel de Baltimore, le rabbin Naftoli Neuberger, lui fait parvenir un visa d'entrée aux États-Unis. 
Le Rosh Yeshiva de la Yechiva Ner Yisroel, le rabbin Yaakov Yitzchok Ruderman, lui conseille d'accepter une position rabbinique à Chambersburg, en Pennsylvanie.
En 1940, les Carlebach s'installent à Détroit, où il devient un éducateur, enseignant à la Yechiva Beth Yehudah.

### Israël
En 1979, Naftoli Carlebch immigre en Israël.